# Lucius Caesar
Lucius Iulius Caesar Vipsanianus (Kr. e. 17. – Massilia, 2. augusztus 20.), születési nevén Lucius Vipsanius Agrippa Marcus Vipsanius Agrippa és Iulia Caesaris második fia volt.
Születésének évében anyai nagyapja, Augustus császár bátyjával, Caiusszal együtt adoptálta. A két fivér az uralkodó környezetében nevelkedett és fényes karrier várt rájuk: 15 éves korukban mindkettőjük a senatus tagja és a nemesifjak vezetője (princeps iuventutis) lett. Caiust követően Luciust is jelölték a consulságra, ám a hivatalt már nem tölthette be: az ifjú betegségben hunyt el útban Hispania felé, Massiliában (Marseille), Galliában Kr. u. 2 folyamán, alig 18 hónappal bátyja előtt.